# Главник Ірина Вікторівна
Ірина Вікторівна Главник (народилася 11 травня 1996 , Київ) — українська плавчиня, спеціалістка з плавання на спині і вільним стилем. Виступала на міжнародному рівні за збірну України в першій половині 2010-х років, багаторазова переможниця українських національних першостей, учасниця літніх Олімпійських ігор в Лондоні. Майстер спорту України міжнародного класу.

## Біографія
Ірина Главник народилася 11 травня 1996 року в Києві. Займатися плаванням почала у віці шести років, проходила підготовку в Київській Дитячо-юнацькій спортивній школі «Дельфін» під керівництвом тренерів В. П. Вознюк і А. К. Улітько. У тринадцять років вже виконала норматив майстра спорту України.
Першого серйозного успіху на міжнародній арені домоглася в сезоні 2012 року, коли увійшла до складу української національної збірної та побувала на чемпіонаті Європи серед юніорів в Антверпені, звідки привезла дві нагороди срібної гідності, виграні в плаванні на 200 метрів на спині і в індивідуальному комплексному плаванні на тій же дистанції. Виступила і на дорослому чемпіонаті Європи з водних видів спорту, де змагалася відразу в п'яти різних дисциплінах: 100 метрів на спині, 400 і 1500 метрів вільним стилем, 400 метрів комплексним плаванням, естафета 4 × 200 метрів вільним стилем.
Завдяки низці вдалих виступів удостоїлася права захищати честь країни на літніх Олімпійських іграх в Лондоні — стартувала тут в програмі естафети 4 × 200 метрів вільним стилем спільно з Ганною Дзеркаль, Дариною Зевіній і Дариною Степанюк, проте в кваліфікаційному запливі українки показали передостанній час серед всіх команд 8 : 12,67 і не змогли відібратися у фінал, розташувавшись в підсумковому протоколі лише на 16 позиції .
Після лондонської Олімпіади Главник залишилася в складі плавальної команди України і продовжила брати участь в найбільших міжнародних змаганнях. Так, в тому ж 2012 році вона виступила на європейській першості на короткій воді в Шартрі.
У 2013 році на чемпіонаті України в Євпаторії завоювала п'ять золотих медалей в різних плавальних дисциплінах.
У 2014 році відправилася представляти країну на юнацьких Олімпійських іграх в Нанкіні, де брала участь в плаванні на 50, 100 і 200 метрів на спині, 200 метрів вільним стилем, 200 метрів комплексним плаванням.
За видатні спортивні досягнення удостоєна почесного звання " Майстер спорту України міжнародного класу " .

## посилання
- Главник Ірина Вікторівна — олімпійська статистика на сайті Sports-Reference.com (англ.) (архівна версія)
- Ірина Главник [Архівовано 6 березня 2019 у Wayback Machine.] (англ.) — сторінка на сайті Міжнародного олімпійського комітету